# Louis Marie Aubert du Petit-Thouars

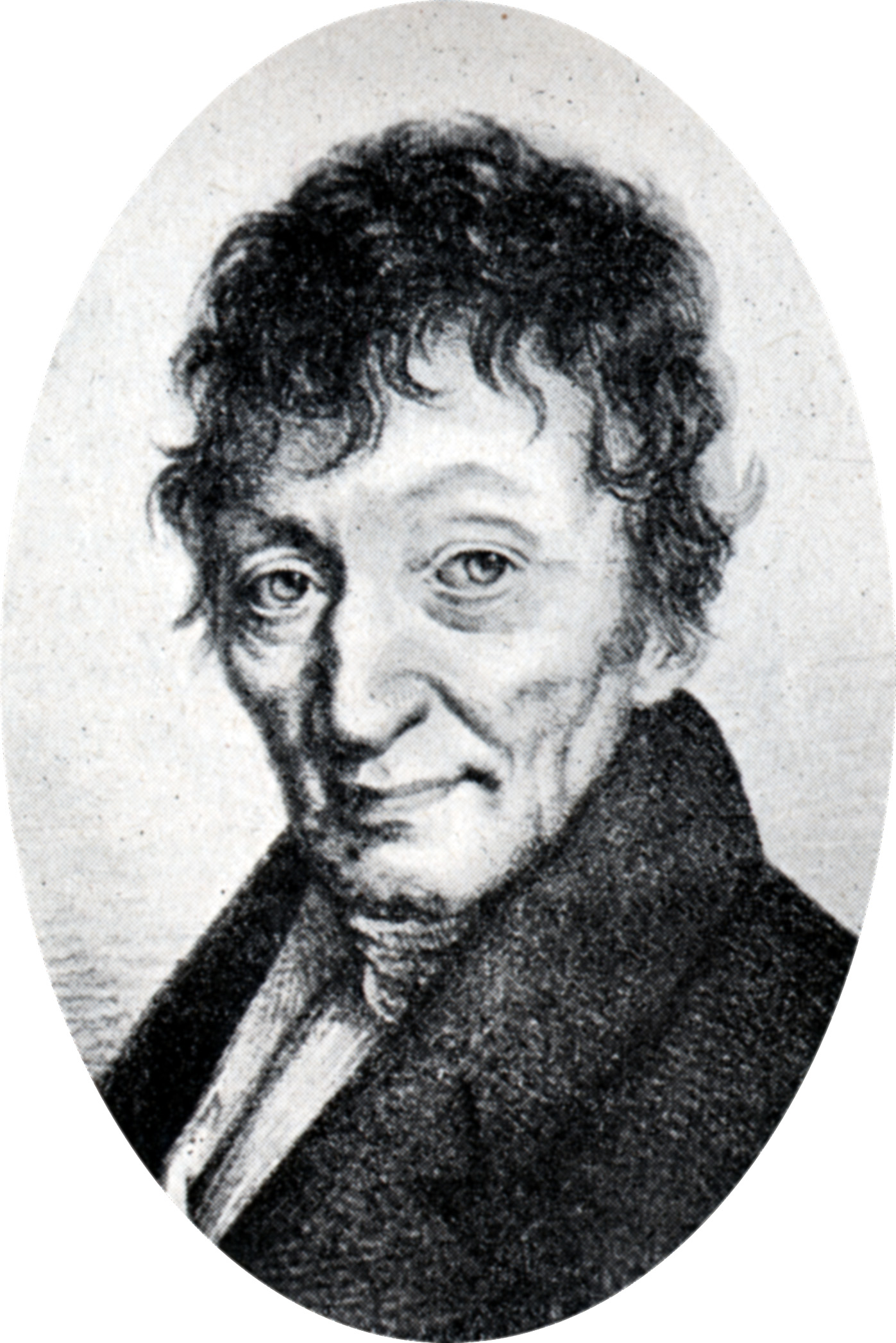
Louis Marie Aubert Du Petit-Thouars

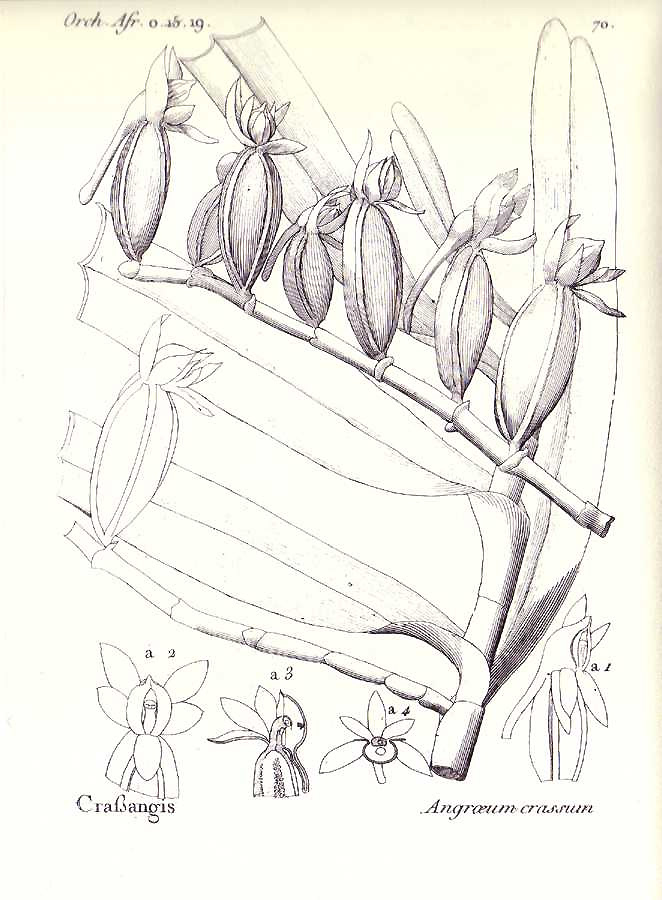
Angraecum crassum. Zeichnung aus seinem Buch Histoire particulière des plantes orchidées recueillies dans les trois îles australes de France, de Bourbon et de Madagascar (1822)

Louis Marie Aubert du Petit-Thouars (* 5. November 1758 auf Château de Boumois, Anjou; † 11. Mai 1831 in Paris) war ein französischer Reisender und Botaniker. Sein offizielles botanisches Autorenkürzel lautet „Thouars“.

## Leben und Wirken
Nach zwei Jahren Inhaftierung während der Französischen Revolution reiste Thouars 1792 nach Mauritius, wo er eine Landkarte der Insel anfertigte. Anschließend zog er nach Madagaskar und sammelte auf ausgedehnten Expeditionen Orchideen. In der Folgezeit reiste er nach Réunion, Französisch-Polynesien, Tristan da Cunha und in die Kapkolonie. 1802 kehrte Thouars nach Paris zurück und publizierte eine Reihe von Studien über afrikanische Orchideen. 1820 wurde er in die Académie des sciences aufgenommen.
Thouars beschrieb über 140 Pflanzentaxa und Gattungen, darunter Hydrostachys und Bulbophyllum.

## Ehrungen
Nach Thouars sind die Pflanzengattungen Thuarea Pers. aus der Familie der Süßgräser (Poaceae), Thouarsiora Homolle ex Arènes aus der Familie der Rötegewächse (Rubiaceae) und Aubertia Bory aus der Familie der Rautengewächse (Rutaceae) benannt, ferner auch die Artepitheta mehrerer Taxa wie Voacanga thouarsii und Cycas thouarsii.

## Schriften (Auswahl)
- Histoire des végétaux recueillis dans les îles de France, de Bourbon et de Madagascar. 1804.
- Genera nova Madagascariensia secundum methodum Iussiaenam disposita. [1806] (Digitalisat).
- Essais sur la végétation considérée dans le développement des bourgeons. Arthus-Bertrand, Paris 1809 (Digitalisat).
- Histoire particulière des plantes orchidées recueillies sur les trois îles australes d’Afrique. 1822 (Digitalisat).